# Ctenophryne barbatula
Ctenophryne barbatula é uma espécie de anfíbio anuro da família Microhylidae. Está presente no Peru. A UICN classificou-a como vulnerável.